# Discografia di Meghan Trainor
La discografia di Meghan Trainor, cantautrice statunitense, comprende due album in studio, un EP, otto singoli e otto video musicali.

## Album in studio
| Anno | Titolo | Classifiche | Classifiche | Classifiche | Classifiche | Classifiche | Classifiche | Classifiche | Classifiche | Classifiche | Classifiche | Vendite                                   | Certificazioni                                              |
| Anno | Titolo | US          | AUS         | AUT         | CAN         | GER         | NLD         | NZL         | SWI         | SWE         | UK          | Vendite                                   | Certificazioni                                              |
| ---- | --- | ----------- | ----------- | ----------- | ----------- | ----------- | ----------- | ----------- | ----------- | ----------- | ----------- | ----------------------------------------- | ----------------------------------------------------------- |
| 2015 | Title - Pubblicato: 9 gennaio 2015 - Etichetta: Epic Records - Formati: CD, LP, download digitale           | 1           | 1           | 13          | 1           | 14          | 16          | 1           | 2           | 5           | 1           | Mondo: 1,800,000+ Stati Uniti: 1,065,000+ | - RIAA: Platino - ARIA: 2× Platino - BPI: Platino - MC: Oro |
| 2016 | Thank You - Pubblicato: 13 maggio 2016 - Etichetta: Epic Records - Formati: CD, LP, download digitale       | 3           | 3           | 20          | 4           | 25          | 20          | 5           | 16          | 22          | 5           | Stati Uniti: 123,000                      |                                                             |
| 2020 | Treat Myself - Pubblicato: 31 gennaio 2020 - Etichetta: Epic Records - Formati: CD, LP, download digitale   | 25          | 13          | 67          | 25          | 99          | 87          | 40          | —           | 28          | 41          |                                           |                                                             |
| 2022 | Takin' It Back - Pubblicato: 21 ottobre 2022 - Etichetta: Epic Records - Formati: CD, LP, download digitale | 16          | 30          | —           | 21          | —           | 19          | —           | 98          | —           | 67          |                                           |                                                             |

## Extended play
| Anno | Titolo                                                                                      | Classifiche | Classifiche | Classifiche | Vendite        |
| Anno | Titolo                                                                                      | US          | CAN         | DEN         | Vendite        |
| ---- | ------------------------------------------------------------------------------------------- | ----------- | ----------- | ----------- | -------------- |
| 2014 | Title - Pubblicato: 9 settembre 2014 - Etichetta: Epic Records - Formati: Download digitale | 15          | 17          | 35          | - US: 171,000+ |
| 2015 | Spotify Sessions - Pubblicato: 6 marzo 2015 - Etichetta: Epic Records - Formati: Streaming  | —           | —           | —           |                |

## Singoli

### Come artista principale
| Anno | Titolo                                    | Classifiche | Classifiche | Classifiche | Classifiche | Classifiche | Classifiche | Classifiche | Classifiche | Classifiche | Classifiche | Certificazioni | Album di provenienza                    |
| Anno | Titolo                                    | US          | AUS         | AUT         | CAN         | GER         | NLD         | NZL         | SWE         | SWI         | UK          | Certificazioni | Album di provenienza                    |
| ---- | ----------------------------------------- | ----------- | ----------- | ----------- | ----------- | ----------- | ----------- | ----------- | ----------- | ----------- | ----------- | --- | --------------------------------------- |
| 2014 | All About That Bass                       | 1           | 1           | 1           | 1           | 1           | 3           | 1           | 3           | 1           | 1           | - RIAA: 9× Platino - ARIA: 7× Platino - BPI: 2× Platino - BVMI: Platino - IFPI NOR: 3× Platino - IFPI DEN: 2x Platino - IFPI AUT: Oro - IFPI SWE: 3× Platino - MC: 6× Platino - RMNZ: 3× Platino - FIMI: 2× Platino | Title                                   |
| 2014 | Lips Are Movin                            | 4           | 3           | 6           | 7           | 10          | 10          | 5           | 28          | 18          | 2           | - RIAA: 4× Platino - ARIA: 2× Platino - BPI: Oro - BVMI: Oro - IFPI DEN: Oro - IFPI SWE: Oro - MC: 2× Platino - RMNZ: Platino - FIMI: Oro                                                                           | Title                                   |
| 2015 | Dear Future Husband                       | 14          | 9           | 14          | 22          | 37          | 45          | 27          | 58          | 57          | 20          | - RIAA: 2× Platino - ARIA: 2× Platino - BPI: Argento - MC: Platino - IFPI DEN: Oro - RMNZ: Oro | Title                                   |
| 2015 | Like I'm Gonna Lose You (con John Legend) | 8           | 1           | —           | 8           | —           | 34          | 1           | 67          | 69          | 99          | - RIAA: 2× Platino - ARIA: 3× Platino - MC: Oro - RMNZ: 2× Platino | Title                                   |
| 2016 | No                                        | 3           | 9           | 7           | 10          | 12          | 34          | 18          | 34          | 28          | 11          | - RIAA: Platino - ARIA: Platino - RMNZ: Oro | Thank You                               |
| 2016 | Me Too                                    | 13          | 4           | 75          | 20          | 92          | —           | 10          | —           | —           | 115         | - ARIA: Oro | Thank You                               |
| 2017 | I'm a Lady                                | —           | —           | —           | —           | —           | —           | —           | —           | —           | —           | | I Puffi - Viaggio nella foresta segreta |
| 2018 | No Excuses                                | 46          | 60          | —           | 49          | —           | —           | —           | —           | 73          | 70          | - RIAA: Platino - ARIA: Oro - MC: Platino | Treat Myself                            |
| 2018 | Let You Be Right                          | —           | —           | —           | —           | —           | —           | —           | —           | —           | —           | | Treat Myself                            |
| 2018 | Can't Dance                               | —           | —           | —           | —           | —           | —           | —           | —           | —           | —           | | Treat Myself                            |
| 2018 | All the Ways                              | —           | —           | —           | —           | —           | —           | —           | —           | —           | —           | | Treat Myself                            |
| 2022 | Made You Look                             | 40          | 4           | 16          | 31          | 26          | 20          | 3           | 38          | 19          | 3           | | Takin' It Back                          |

- 2020: Underwater (feat. Dillon Francis)

### Come artista ospite
| Anno | Titolo                                                          | Classifiche | Classifiche | Classifiche | Classifiche | Classifiche | Classifiche | Classifiche | Classifiche | Classifiche | Classifiche | Certificazioni | Album di provenienza |
| Anno | Titolo                                                          | US          | AUS         | AUT         | FRA         | IRE         | ITA         | NLD         | NZL         | SWI         | UK          | Certificazioni | Album di provenienza |
| ---- | --------------------------------------------------------------- | ----------- | ----------- | ----------- | ----------- | ----------- | ----------- | ----------- | ----------- | ----------- | ----------- | --- | -------------------- |
| 2015 | Marvin Gaye (Charlie Puth con Meghan Trainor)                   | 21          | 4           | 3           | 1           | 1           | 6           | 11          | 1           | 2           | 1           | - RIAA: Platino - ARIA: 2× Platino - BEA: Oro - BPI: Platino - FIMI: 2× Platino - IFPI SWI: Platino - MC: Oro - RMNZ: Platino | Nine Track Mind      |
| 2015 | Boys like You (Who Is Fancy con Meghan Trainor e Ariana Grande) | —           | —           | —           | —           | —           | —           | 44          | 34          | —           | —           | - RMNZ: Oro | Singolo senza album  |

### Singoli promozionali
| Anno | Titolo                           | Classifiche | Classifiche | Classifiche | Album di provenienza |
| Anno | Titolo                           | US          | AUS         | CAN         | Album di provenienza |
| ---- | -------------------------------- | ----------- | ----------- | ----------- | -------------------- |
| 2010 | Take Care of Our Soldiers        | —           | —           | —           | Singolo senza album  |
| 2011 | Who I Wanna Be                   | —           | —           | —           | Singolo senza album  |
| 2015 | Better When I'm Dancin'          | 101         | 76          | 93          | The Peanuts Movie    |
| 2016 | Watch Me Do                      | —           | —           | —           | Thank You            |
| 2016 | I Love Me (con LunchMoney Lewis) | —           | —           | —           | Thank You            |
| 2016 | Better                           | —           | —           | —           | Thank You            |
| 2016 | Mom (con Kelli Trainor)          | —           | —           | —           | Thank You            |

### Altri brani entrati in classifica
| Anno | Titolo          | Classifiche | Classifiche | Classifiche | Classifiche | Classifiche | Classifiche | Certificazioni          | Album di provenienza       |
| Anno | Titolo          | US          | US AC       | US Hol      | NLD         | NZL         | SWE         | Certificazioni          | Album di provenienza       |
| ---- | --------------- | ----------- | ----------- | ----------- | ----------- | ----------- | ----------- | ----------------------- | -------------------------- |
| 2014 | Title           | 100         | —           | —           | —           | 9           | —           | - RIAA: Oro - RMNZ: Oro | Title                      |
| 2014 | I'll Be Home    | —           | 5           | 52          | 72          | —           | 65          |                         | I'll Be Home for Christmas |
| 2015 | No Good for You | —           | —           | —           | —           | —           | 91          |                         | Title                      |

## Videografia

### Video musicali
| Anno | Titolo                  | Regist/a            |
| ---- | ----------------------- | ------------------- |
| 2014 | All About That Bass     | Fatima Robinson     |
| 2014 | Lips Are Movin          | Philip Andelman     |
| 2015 | Dear Future Husband     | Fatima Robinson     |
| 2015 | Like I'm Gonna Lose You | Constellation Jones |
| 2015 | Better When I'm Dancin' | Philip Andelman     |
| 2015 | Title                   | Anthony Phan        |
| 2016 | No                      | Fatima Robinson     |
| 2016 | Me Too                  | Hannah Lux Davis    |